# Johann Georg Lickl
Johann Georg Lickl, född den 11 april 1769 i Wien, död den 12 maj 1843 i Fünfkirchen, var en österrikisk tonsättare. Han var far till Carl Georg Lickl.
Lickl erhöll som korgosse musikundervisning av kordirigenten Sebastian Witzig och blev senare kordirigent vid katedralen i Fünfkirchen i Ungern. Lickl skrev operor och sånger samt verk för fysharmonika, piano och harmonium.